# Tubercularia pulverulenta
Tubercularia pulverulenta är en svampart som beskrevs av Speg. 1881. Tubercularia pulverulenta ingår i släktet Tubercularia och familjen Nectriaceae.   Inga underarter finns listade i Catalogue of Life.